# حكومة بشرايا حمودي بيون
حكومة بشرايا حمودي بيون هي حكومة يترأسها بشرايا حمودي بيون، عينت بتاريخ 15 يناير 2020 من قبل إبراهيم غالي رئيس الجمهورية العربية الصحراوية الديمقراطية.

## تشكيلة الحكومة

### الوزراء
| الصورة | الاسم                        | الحقيبة الوزارية                              |
| ------ | ---------------------------- | --------------------------------------------- |
|        | بشرايا حمودي بيون            | الوزير الأول                                  |
|        | المصطفى محمد عالي سيد البشير | وزير الداخلية                                 |
|        | عبد الله لحبيب               | وزير الأمن والتوثيق                           |
|        | محمد سالم السالك             | وزير الشؤون الخارجية                          |
|        | منصور عمر                    | وزير التربية والتعليم والتكوين المهني         |
|        | خيرة بلاهي                   | وزيرة الصحة العمومية                          |
|        | محمد الولي اعكيك             | وزير الأرض المحتلة والجاليات                  |
|        | السالك بابا                  | وزير النقل والطاقة                            |
|        | سالم لبصير                   | وزير البناء وإعمار الأراضي المحررة            |
|        | فاطمة المهدي                 | وزيرة التعاون                                 |
|        | محمد أمبارك النعناع          | وزير العدل والشؤون الدينية                    |
|        | حماده سلمى                   | وزير الإعلام والناطق الرسمي باسم الحكومة      |
|        | الغوث ماموني                 | وزير الثقافة                                  |
|        | اسويلمة بيروك                | وزيرة الشؤون الاجتماعية وترقية المرأة         |
|        | محمد التامك                  | وزير الأفراد والوظيفة العمومية وترقية الإدارة |
|        | بابيه الشيعه                 | وزير التجارة                                  |
|        | سيد أحمد بطل                 | وزير التجهيز                                  |
|        | بلاهي السيد                  | وزير التنمية الاقتصادية                       |
|        | موسى سلمى                    | وزير الشباب والرياضة                          |
|        | أده احميم                    | وزير المياه والبيئة                           |

### الوزراء المنتدبون
| الصورة | الاسم                | الحقيبة الوزارية                                                          |
| ------ | -------------------- | ------------------------------------------------------------------------- |
|        | الداف محمد فاضل      | وزير منتدب لدى الوزير الأول مكلف بالشؤون الاجتماعية                       |
|        | محمد مولود محمد فاضل | وزير منتدب لدى الوزير الأول مكلف بالشؤون الاقتصادية                       |
|        | عبده الشيخ           | وزير منتدب لدى الوزير الأول مكلف بالرقابة والتفتيش والملكية العامة        |
|        | فضالي أعلي بويا      | وزير منتدب لدى الوزير الأول مكلف بالعلاقة مع المجلس الوطني                |
|        | سيد أحمد أعليات      | وزير منتدب لدى وزير العدل والشؤون الدينية مكلف بالشؤون الدينية            |
|        | مدي حياي             | وزير منتدب لدى وزير التربية والتعليم والتكوين المهني مكلف بالتكوين المهني |

### آخرون
| الصورة | الاسم                 | المنصب                  |
| ------ | --------------------- | ----------------------- |
|        | إبراهيم محمد محمود    | الأمين العام للرئاسة    |
|        | أحمد لحبيب عبدي       | الأمين العام للحكومة    |
|        | محمد الشيخ محمد لحبيب | المدير الوطني للتشريفات |